# 椋本伊三郎
椋本 伊三郎（むくもと いさぶろう、1918年 - 2002年11月28日）は、日本の外交官。駐エチオピア特命全権大使や、駐ウルグアイ特命全権大使を務めた。金大中第15代大韓民国大統領の恩師。

## 人物・経歴
福岡県築上郡椎田町生まれ。中津商業学校（現岐阜県立中津商業高等学校）を経て、1939年長崎高等商業学校（現長崎大学）本科卒業。
朝鮮総督府木浦公立商業学校教諭などを経て、1944年東京商科大学（現一橋大学）卒業。1948年九州連絡調整地方事務局小倉連調事務所長代理。
在シドニー日本国総領事館領事、在アメリカ合衆国日本国大使館一等書記官等を経て、1964年外務省欧亜局中近東アフリカ部中近東課長。1965年外務省中近東アフリカ局中近東課長。1966年アラブ連合共和国、クウェイト、サウディ・アラビア及びパキスタン特派大使随員。
1968年初代オークランド領事。1971年在フィリピン日本国大使館参事官兼マニラ総領事。1972年在トルコ日本国大使館公使。1976年駐エティオピア特命全権大使。1978年駐ウルグァイ特命全権大使。1991年勲二等瑞宝章受章。
木浦商業学校時代の教え子に金大中がおり、大統領就任後迎賓館で恩師として再会した。晩年は横浜市篠原北で過ごし、2002年11月28日に虚血性心不全のため目黒区の病院で死去。霊源寺で葬儀が行われた。同年叙従三位。

## 親族
娘の松子は、香港のTrans Global Logistics（TGL）創業者の呉仲連（Donald Woo）の妻。

## 著書
- 『私のメモワール 上巻』黎明同人会 2023年
- 『私のメモワール 下巻』黎明同人会 2023年